# Mammillaria roseoalba
La biznaga de chilitos o biznaga de flor rosa pálido (Mammillaria roseoalba) es una biznaga de la familia de los cactos (Cactaceae). La palabra Mammillaria viene del latín mamila, pezón o teta y de -aria, que posee, lleva, es decir significa, ‘que lleva mamilas’, refiriéndose a los tubérculos.

## Clasificación y descripción
Es una biznaga de la tribu Cacteae, familia Cactaceae. Es un cactus que tiene crecimiento simple. Es de forma depreso-globosa de 1 a 5 cm de altura y 5 a 10 cm de diámetro. Las protuberancias del tallo (tubérculos) son piramidales, de color verde oscuro y presentan jugo lechoso, el espacio entre ellos (axilas) poseen lana. Los sitios en los que se desarrollan las espinas se denominan aréolas, en esta especie tienen forma circular, con más o menos 4 a 6 espinas, de 4 a 6 de ellas se localizan hacia el centro de la aréola (sub-centrales), son de color blanco amarillento con la base parduzca y son más largas y gruesas que las espinas blancas de la orilla (radiales) que ocasionalmente solo se presentan 1 0 2 pequeñas y caducas en la parte superior. Las flores son pequeñas y tienen forma de campana, miden en promedio 25 mm de longitud y ancho y son de color de rosa. Los frutos en forma de chilitos, son de color rojo y las semillas de color negro. Es polinizada por insectos y se dispersa por semillas.

## Distribución
Es endémica a los estados de Coahuila de Zaragoza, Nuevo León, San Luis Potosí y Tamaulipas.

## Ambiente
Se desarrolla entre los 720 a 1800 m s. n. m., en matorrales xerófilos.

## Estado de conservación
Debido a sus características, esta especie ha sido extraída de su hábitat para ser comercializada de manera ilegal, aunque no se tiene cuantificación del daño que esto ha producido a las poblaciones. Es endémica a México y se considera en la categoría de sujeta a protección especial (Pr) de la Norma Oficial Mexicana 059.  En la lista roja de la IUCN se considera de datos insuficientes (DD).